# Тонкоклювая камышевка
Тонкоклювая камышевка, или тонкоклювая камышовка (лат. Acrocephalus melanopogon), — певчая птица семейства Acrocephalidae. Выделяют три подвида.

## Распространение
Данный вид камышовок распространён в южной Европе и передней Азии, иногда встречаясь на северо-западе Африки. Птицы с юго-запада и юга Европы на зиму мигрируют в Средиземноморье, а их азиатские сородичи перемещаются в Аравию и Пакистан. Их ареал не распространяется далеко на север, но отдельные особи очень редко встречаются в Польше и Дании. Есть несколько сообщений из Великобритании, в том числе о паре, гнездовавшейся в Кембриджшире в 1946 году, но тонкоклювая камышевка исключена из официального списка британских птиц.

## Описание
Это средняя по размеру камышовка, 12-13,5 см в длину, чуть больше, чем аналогичная камышовка-барсучок (Acrocephalus schoenobaenus). Половой диморфизм не выражен, но у молодых птиц в большей степени заметны прожилки и отметины на груди.
Песня тонкоклювой камышовки мягче и мелодичнее, чем у её сородичей, и включает в себя строфы, напоминающие соловья. В отличие от камышовки-барсучка, она не поёт в полёте.

## Размножение

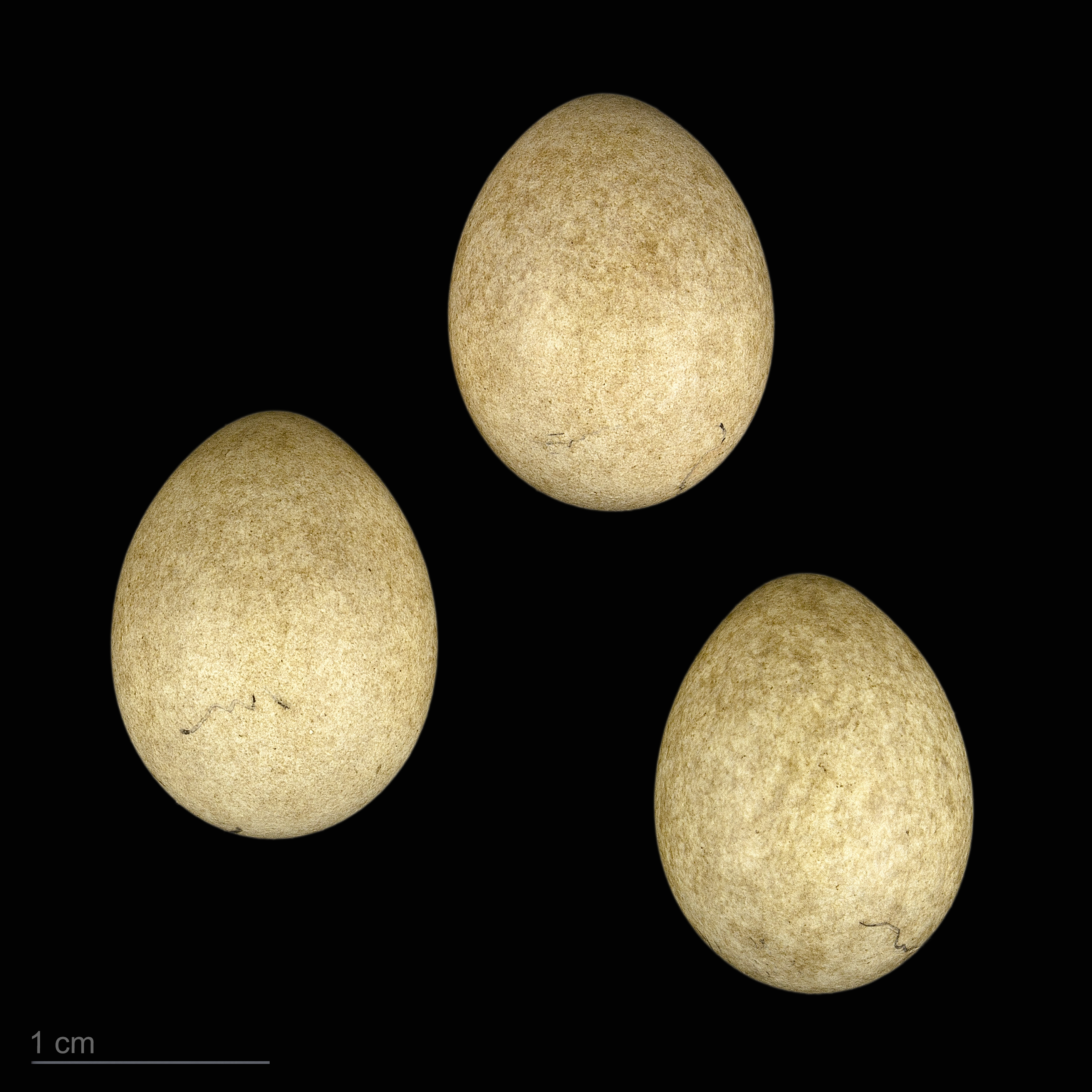
яйцо Acrocephalus melanopogon melanopogon - Тулузский музей

Тонкоклювая камышевка гнездится в Европе с конца марта по середину июня; за сезон обычно бывает два выводка. Моногамный вид; случай вероятной полиандрии на юге России (подвид A. m. albiventris), когда в одном гнезде были зафиксированы два самца, только “владелец гнезда” кормил сидящую самку, но оба кормили птенцов. Гнездо, построенное самкой, представляет собой глубокую чашу, иногда с частичной крышей, из неплотно сплетенных листьев и стеблей водных растений, выстланную мелким растительным материалом и несколькими перьями, подвешенную на высоте 30-130 см над водой на нескольких вертикальных стеблях растений. В кладке 2—7 яиц, чаще всего 3—6, отложенных с интервалом в 1 день. Оба родителя поровну участвуют в инкубации яиц и уходе за птенцами; инкубационный период составляет 13—15 дней; птенцы оперяются примерно через 12 дней.